# Filosilicato
Los filosilicatos son una subclase de los silicatos que incluye minerales comunes en ambientes muy diversos y que presentan, como rasgo común, un hábito hojoso (phyllon = hoja) o escamoso derivado de la existencia de una exfoliación basal perfecta. Esto es consecuencia de la presencia en su estructura de capas de tetraedros de dimensionalidad infinita en dos direcciones del espacio.
La fórmula química de estos compuestos siempre tiene el anión (Si2O5)n.

## Minerales
| Mineral          | Fórmula                                    |
| Grupo Serpentina |                                            |
| ---------------- | ------------------------------------------ |
| Antigorita       | Mg3Si2O5(OH)4                              |
| Crisotilo        | Mg3Si2O5(OH)4                              |
| Lizardita        | Mg3Si2O5(OH)4                              |
| Grupo Arcilla    |                                            |
| Minerales TO     |                                            |
| Halloysita       | Al2Si2O5(OH)4                              |
| Caolinita        | Al2Si2O5(OH)4                              |
| Minerales TOT    |                                            |
| Pirofilita       | Al2Si4O10(OH)2                             |
| Talco            | Mg3Si4O10(OH)2                             |
| Illita           | (K,H3O)(Al,Mg,Fe)2(Si,Al)4O10[(OH)2,(H2O)] |
| Montmorillonita  | (Na,Ca)0.33(Al,Mg)2(Si4O10)(OH)2·nH2O      |
| Clorita          | (Mg,Fe)3(Si,Al)4O10(OH)2·(Mg,Fe)3(OH)6     |
| Vermiculita      | (MgFe,Al)3(Al,Si)4O10(OH)2·4H2O            |
| Otros            |                                            |
| Sepiolita        | Mg4Si6O15(OH)2·6H2O                        |
| Palygorskita     | (Mg,Al)2Si4O10(OH)·4(H2O)                  |
| Grupo Mica       |                                            |
| Biotita          | K(Mg,Fe)3(AlSi3O10)(OH)2                   |
| Fuchsita         | K(Al,Cr)2(AlSi3)O10(OH)2                   |
| Moscovita        | KAl2(AlSi3O10)(OH)2                        |
| Flogopita        | KMg3AlSi3O10(OH)2                          |
| Lepidolita       | K(Li,Al)2-3(AlSi3O10)(OH)2                 |
| Margarita        | CaAl2(Al2Si2O10)(OH)2                      |
| Glauconita       | (K,Na)(Al,Mg,Fe)2(Si,Al)4O10(OH)2          |

## Clasificación de Strunz
Según la 10.ª edición de la clasificación de Strunz, los silicatos se encuadran en la "clase 09" y los filosilicatos constituyen dentro de ella la "división 09.E", con las siguientes familias:
- 9.EA Red simple de tetraedros con anillos de 4-, 5-, (6-), y 8-miembros
- 9.EB Red doble con anillos de 4- y 6-miembros
- 9.EC Filosilicatos con hojas de mica, compuestos por redes de tetraedros y octaedros
- 9.ED Filosilicatos con capas de caolinita, compuestos por redes de tetraedros y octaedros
- 9.EE Red de tetraedros simples de anillos de 6-miembros conectados mediante redes o bandas de octaedros
- 9.EF Redes simples con anillos de 6-miembros, conectados mediante M[4], M[8], etc.
- 9.EG Redes dobles con anillos de 6-miembros y mayores
- 9.EH Estructuras de transición entre filosilicato y otras unidades de silicato
- 9.EJ Filosilicatos no clasificados